# Ляскі-Великі (Куявсько-Поморське воєводство)
Ляскі-Великі (пол. Laski Wielkie, нім. Friedrichswalde) — село в Польщі, у гміні Ґонсава Жнінського повіту Куявсько-Поморського воєводства.
Населення — 109 осіб (2011).
У 1975-1998 роках село належало до Бидгощського воєводства.

## Демографія
Демографічна структура станом на 31 березня 2011 року:
|          | Загалом | Допрацездатний вік | Працездатний вік | Постпрацездатний вік |
| -------- | ------- | ------------------ | ---------------- | -------------------- |
| Чоловіки | 54      | 9                  | 38               | 7                    |
| Жінки    | 55      | 15                 | 28               | 12                   |
| Разом    | 109     | 24                 | 66               | 19                   |